# Странка модерне Србије
Странка модерне Србије (скраћено СМС) је либерална политичка странка у Србији. Основана је 14. децембра 2018. када су је покренули бивши посланици Доста је било.

## Историја
Пет посланика који су напустили удружење грађана Доста је било, створили су властити „Центар покрет” у мају 2018. године. Након преговора са Социјалдемократским савезом, 14. децембра 2018. године основали су нову странку, Странку модерне Србије. 23. децембра 2018. године је изабрано колективно руководство. Странка тренутно има 5 посланика у Народној скупштини и 3 у Скупштини Војводине. Такође имају представнике у општинама Медијана, Ваљево, Раковица, Звездара и Стари Град. 24. јануара 2019. године један посланик се придружио Странци модерне Србије, чиме странка има 6 посланика у Скупштини.
Странка модерне Србије подржала је протесте против председника Србије Александра Вучића и учествовала у преговорима опозиције у јануару и фебруару 2019. године.

## Списак председника
Странком Модерне Србије влада колективно председништво.
| Бр. | Име                   | Животни век  | Почетак мандата    | Крај мандата |
| --- | --------------------- | ------------ | ------------------ | ------------ |
| 1.  | Татјана Мацура        | рођена 1981. | 23. децембар 2018. | данас        |
| 1.  | Небојша Лековић       | рођен 1964.  | 23. децембар 2018. | данас        |
| 1.  | Александар Стевановић | рођен 1976.  | 23. децембар 2018. | данас        |

## Резултати

### Парламентарни избори
| Година | Гласова | %     | Мандата | Коалиција      | Влада            |
| ------ | ------- | ----- | ------- | -------------- | ---------------- |
| 2020   | 30.591  | 0,95% | 0 / 250 | Са С21-ГДФ-ЛСВ | ванпарламентарна |